# 何塞·路易斯·奎尔达
何塞·路易斯·奎尔达·马丁内斯（西班牙語：José Luis Cuerda Martínez，1947年2月18日—2020年2月4日），是西班牙電影導演、編劇。

## 生平
1947年生于阿尔瓦塞特。在神學院经历了3年后，开始学习法学。期间在同学的介绍下加入西班牙共产党，参加反抗佛朗哥的学生运动。但他在一年后就不在活跃于类似活动。在随家人搬至马德里后，于1969年进入西班牙电视台工作。1977年，把艾內士多·薩巴多的小说《隧道》改编成电视电影，在西班牙电视台放映。1982年执导了自己的第一部电影。1985年至1987年，在萨拉曼卡大学艺术学院执教。1987年执导的《活树林》，获戈雅奖最佳影片奖，开启了他影片“荒诞幽默”风格的崭新阶段。1999年执导的《蝴蝶的舌头》，改编自加利西亚作家曼努埃尔·里瓦斯等人的作品，获戈雅奖最佳改编剧本奖。此外，他还是一名制片人，担任亚历杭德罗·阿梅纳瓦尔三部电影《死亡论文》《睁开你的双眼》《不速之嚇》的制片工作。2020年2月4日在马德里的一家医院逝世，终年72岁。